# Condado de Clarendon
El condado de Clarendon (en inglés: Clarendon County, South Carolina), fundado en 1855, es uno de los 46 condados del estado estadounidense de Carolina del Sur. En el año 2000 tenía una población de 32.502 habitantes con una densidad poblacional de 21 personas por km². La sede del condado es Manning.

## Geografía
Según la Oficina del Censo, el condado tiene un área total de 1803 km² (696,1 mi²), de la cual 1572 km² (606,9 mi²) es tierra y 228 km² (88,0 mi²) es agua.

### Condados adyacentes
- Condado de Sumter norte
- Condado de Florence noreste
- Condado de Williamsburg este
- Condado de Berkeley sureste
- Condado de Orangeburg suroeste
- Condado de Calhour oeste

### Área Nacional Protegida
- Refugio de Vida Silvestre Nacional Santee

## Demografía
En el 2000 la renta per cápita promedia del condado era de $27 131, y el ingreso promedio para una familia era de $33 951. El ingreso per cápita para el condado era de $13 998. En 2000 los hombres tenían un ingreso per cápita de $28 459 contra $20 011 para las mujeres. Alrededor del 23.10% de la población estaba bajo el umbral de pobreza nacional.

## Lugares

### Ciudades y pueblos
- Manning
- Paxville
- Summerton
- Turbeville

### Comunidades no incorporadas
- Alcolu
- Silver

### Principales carreteras
| - Interestatal 95 - US 15 - US 52 - SC 261 - US 521 - US 301 - US 378 |